# Гаджіабад (Магаллат)
Гаджіабад (перс. حاجي اباد) — село в Ірані, у дегестані Хурге, у Центральному бахші, шахрестані Магаллат остану Марказі. За даними перепису 2006 року, його населення становило 54 особи, що проживали у складі 18 сімей.

## Клімат
Середня річна температура становить 15,77 °C, середня максимальна – 33,91 °C, а середня мінімальна – -6,11 °C. Середня річна кількість опадів – 198 мм.
| Клімат поселення                              | Клімат поселення | Клімат поселення | Клімат поселення | Клімат поселення | Клімат поселення | Клімат поселення | Клімат поселення | Клімат поселення | Клімат поселення | Клімат поселення | Клімат поселення | Клімат поселення | Клімат поселення |
| Показник                                      | Січ.             | Лют.             | Бер.             | Квіт.            | Трав.            | Черв.            | Лип.             | Серп.            | Вер.             | Жовт.            | Лист.            | Груд.            |                  |
| Середній максимум, °C                         | 10,80            | 13,55            | 18,07            | 24,12            | 29,27            | 33,23            | 33,91            | 32,88            | 29,11            | 23,16            | 16,74            | 10,55            |                  |
| Середня температура, °C                       | 2,34             | 5,12             | 9,61             | 15,66            | 20,83            | 24,78            | 28,00            | 26,96            | 23,20            | 17,24            | 10,84            | 4,64             |                  |
| Середній мінімум, °C                          | −6,11            | −3,34            | 1,14             | 7,22             | 12,37            | 16,33            | 22,08            | 21,04            | 17,28            | 11,33            | 4,92             | −1,27            |                  |
| Норма опадів, мм                              | 33               | 31               | 36               | 23               | 15               | 2                | 1                | 1                | 0                | 9                | 19               | 28               |                  |
| Середньомісячна швидкість вітру, м/с          | 1.39             | 2.16             | 2.68             | 3.05             | 2.83             | 2.65             | 2.89             | 2.53             | 2.30             | 2.28             | 1.56             | 1.43             |                  |
| Середньомісячна сонячна радіація, кДж/м²·день | 9780             | 12998            | 15426            | 18827            | 22611            | 26553            | 25953            | 24287            | 21122            | 15803            | 11516            | 9420             |                  |
| --------------------------------------------- | ---------------- | ---------------- | ---------------- | ---------------- | ---------------- | ---------------- | ---------------- | ---------------- | ---------------- | ---------------- | ---------------- | ---------------- | ---------------- |
| Джерело:                                      |                  |                  |                  |                  |                  |                  |                  |                  |                  |                  |                  |                  |                  |